# Kew Palace
Palazzo di Kew o Kew Palace, a Londra, è una residenza reale britannica.
È un palazzo reale nei giardini botanici reali di Kew Kew Gardens sulle rive del Tamigi, il fiume di Londra. Ci sono stati almeno tre palazzi a Kew, e due sono stati conosciuti come Kew Palace, il primo edificio non è certo stato conosciuto come Kew visto che nessun documento è giunto a noi oltre alle affermazioni di un cortigiano. 
Il palazzo è usato ed è aperto ai visitatori. È curato da un ente di beneficenza indipendente, Historic Royal Palaces, che non riceve finanziamenti da parte del Governo o della Corona.

## Il primo Kew Palace
Non si sa molto di questo edificio, tranne che la regina Elisabetta I lo concesse a Robert Dudley, conte di Leicester, suo amico d'infanzia e cortigiano favorito. Una lettera da un altro dei cortigiani di Elisabetta suggerisce questo perché il palazzo è stato la sede principale di Dudley, vicino a Londra; è possibile che possa essere stato anche chiamato Leicester House.

## Il secondo Kew Palace
Il cosiddetto 'Palazzo Vecchio', a volte indicato come la Dutch House (Casa d'Olanda), venne costruito nel 1631 da Samuel Fortrey o Forterie, il padre dello scrittore Samuel Fortrey, figlio di Giovanni de la Forterye, un rifugiato di Lilla, che possedeva una casa a Kew, alla fine acquistata dalla Regina Carlotta nel 1781.
L'edificio apparteneva alla famiglia Smith e per matrimonio divenne proprietà di Samuel Molyneux, Esq., Segretario di Re Giorgio II.
Federico, principe di Galles, sottoscrisse un lungo contratto di affitto della casa, facendone la sua residenza e dove, di tanto in tanto risiedeva il suo poeta preferito, James Thomson, autore di The Seasons. 
Nel 1738 un altro poeta, Alexander Pope, donò al principe Federico un cane, con il seguente versetto inciso sul suo collare: 
La casa contiene alcune preziose pitture, tra le quali una serie di opere del Canaletto, il celebre quadro della galleria di Firenze di Johann Zoffany (che risiedeva nel quartiere). I giardini del piacere, della superficie di 120 acri (0,49 km²) vennero sistemati da sir William Chambers, uno dei più grandi maestri del giardino ornamentale inglese.

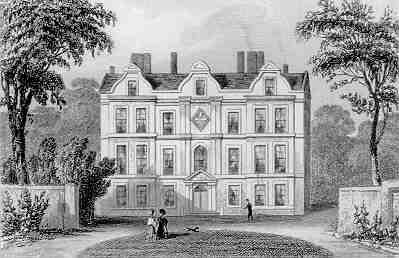
Il palazzo ora conosciuto come Kew Palace nel 1735, in precedenza conosciuto come la "Dutch House" per la sua facciata con frontoni ad avvolgimento in stile olandese.

L'edificio venne acquisito con un lungo contratto di locazione da Giorgio III dai discendenti di sir Richard Levett, un potente mercante e già Lord Sindaco della Città di Londra, che lo aveva acquistato dal nipote di Samuel Fortrey.
Originaria del Sussex, la famiglia Levett (il cui nome deriva dal villaggio di Livet in Normandia) mantenne la Dutch House e la proprietà della casa, così come altre terre nel complesso di Kew, fino al 13 ottobre 1781, quando vendette la "Casa olandese" a Re Giorgio III per 20.000 sterline. I membri della famiglia reale tuttavia avevano occupato la casa già nel 1734, quando affittarono la casa dagli eredi Levett. 
(Una mappa del 1771 delinea le terre tra la Dutch House e il fiume come appartenenti a Levett Blackborne, avvocato di Lincoln's Inn e nipote di sir Richard Levett). In effetti un ritratto musicale di Federico, principe di Galles (figlio di Giorgio II) con le sue sorelle, mentre suona il violoncello, parte della collezione della National Portrait Gallery a Londra, dipinto olio su tela di Philip Mercier e datato 1733, utilizza la casa come sfondo all'aperto. Nel 1735 l'architetto William Kent presentò un progetto per un grandioso palazzo palladiano a Kew, molto nello stile di Stowe, che però non fu mai realizzato.

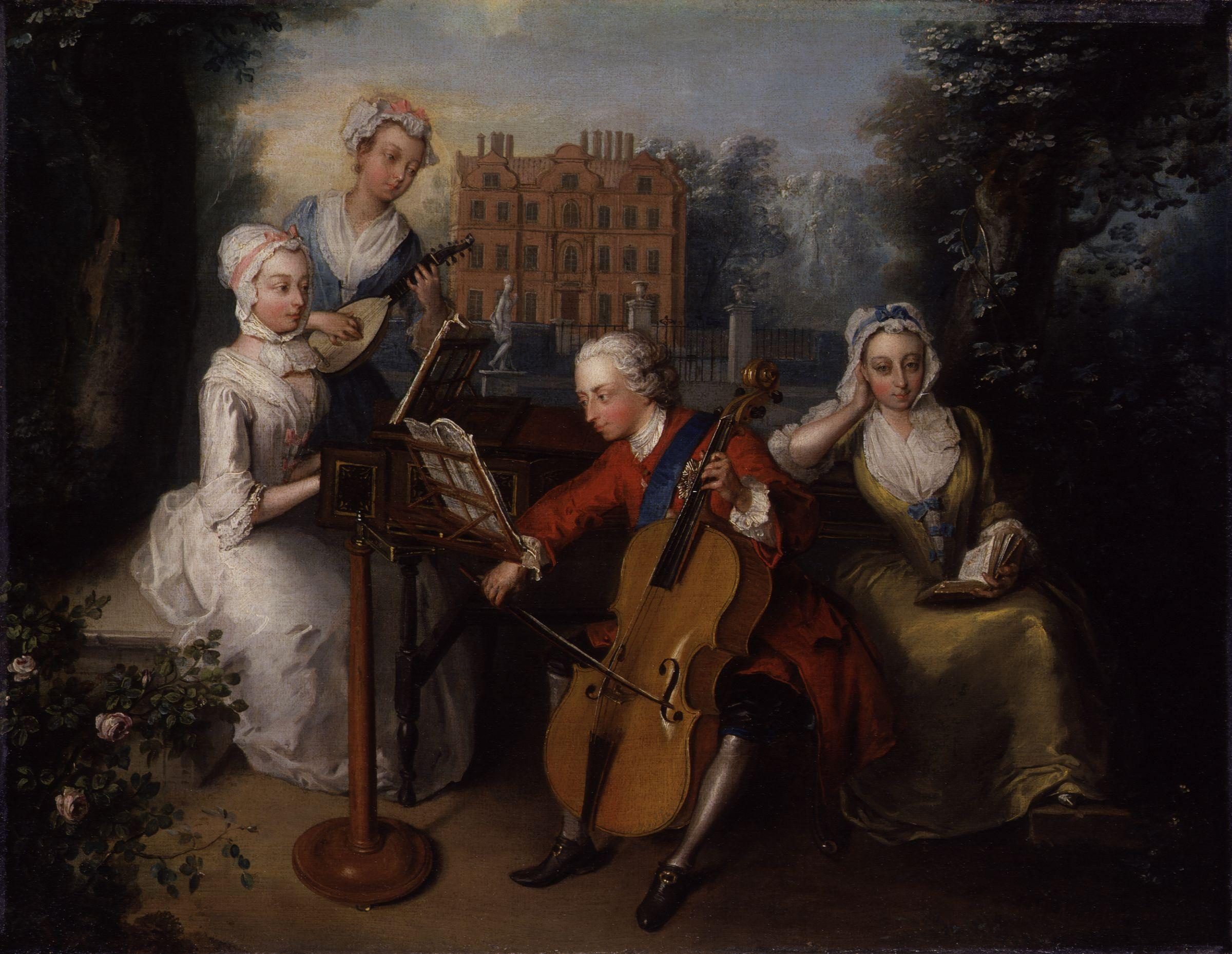
Un ritratto musicale di Federico, principe di Galles e delle sue sorelle, di Philip Mercier, datato 1733, utilizza la casa come il suo sfondo all'aperto.

La residenza di Giorgio III nella "casa olandese" era originariamente destinata ad essere breve, una residenza temporanea durante la costruzione del suo nuovo palazzo merlato in stile gotico (descritto di seguito) - in un primo momento la famiglia reale risiedeva a Richmond Lodge ma come la famiglia è diventata più grande è diventato necessario acquisire altre proprietà su Kew Green, che comprendeva la Dutch House.
La moglie di Giorgio III, la Regina Carlotta, morì alla "casa olandese" il 17 novembre 1818. Con la sua ascesa al trono nel 1837 la Regina Vittoria donò la maggior parte dei Kew Gardens alla nazione, mantenendo solo una piccola casa estiva, una volta appartenuta alla Regina Carlotta, per suo proprio uso. Conosciuta come "Queen's Cottage" ("Casa della regina") la regina Vittoria la visitò raramente e per celebrare il suo giubileo d'oro nel 1887 ha donato anche questo allo stato.

## Guglielmo V, principe d'Orange

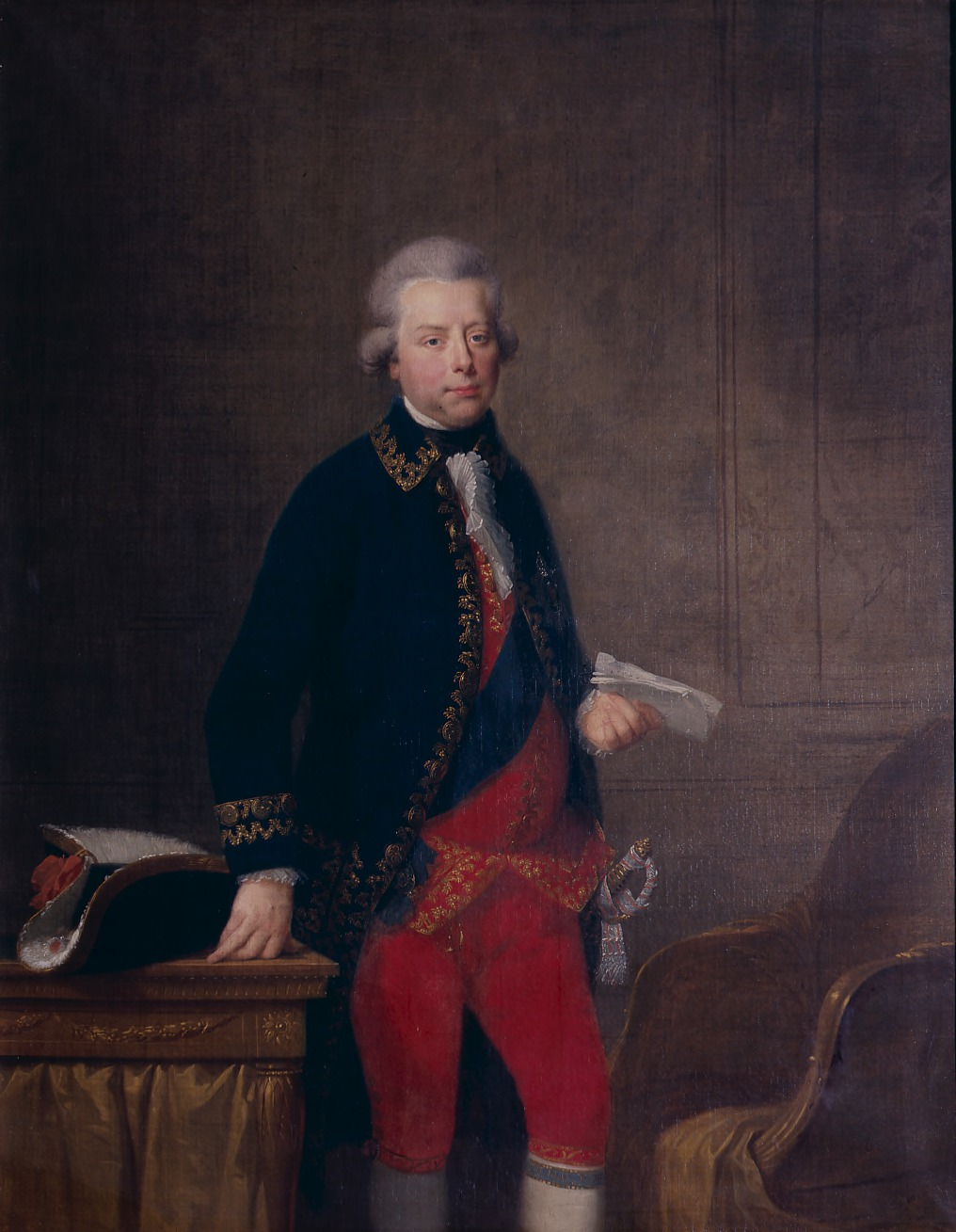
Guglielmo V, Statolder d'Olanda

Guglielmo V, principe d'Orange, vi soggiornò dal 30 gennaio all'8 febbraio 1795 nella "Casa olandese" (Palazzo di Kew), dove rimase temporaneamente dopo il suo arrivo in Inghilterra il 18 gennaio 1795.

Le forze armate rivoluzionarie della Repubblica francese avevano invaso la Repubblica Olandese e lo costrinsero a fuggire in Inghilterra.
Vi scrisse le Lettere da Kew, destinate alle autorità civili e militari nella provincia di Zelanda e Frisia (che non avevano ancora capitolato all'invasione delle truppe della Francia rivoluzionaria), rivolte anche agli ufficiali al comando di navi da guerra olandesi nei porti britannici e ai governatori coloniali olandesi. 
Li esortava a continuare la resistenza in collaborazione con il Regno Unito contro le forze armate della Prima Repubblica francese.

## Il terzo Kew Palace

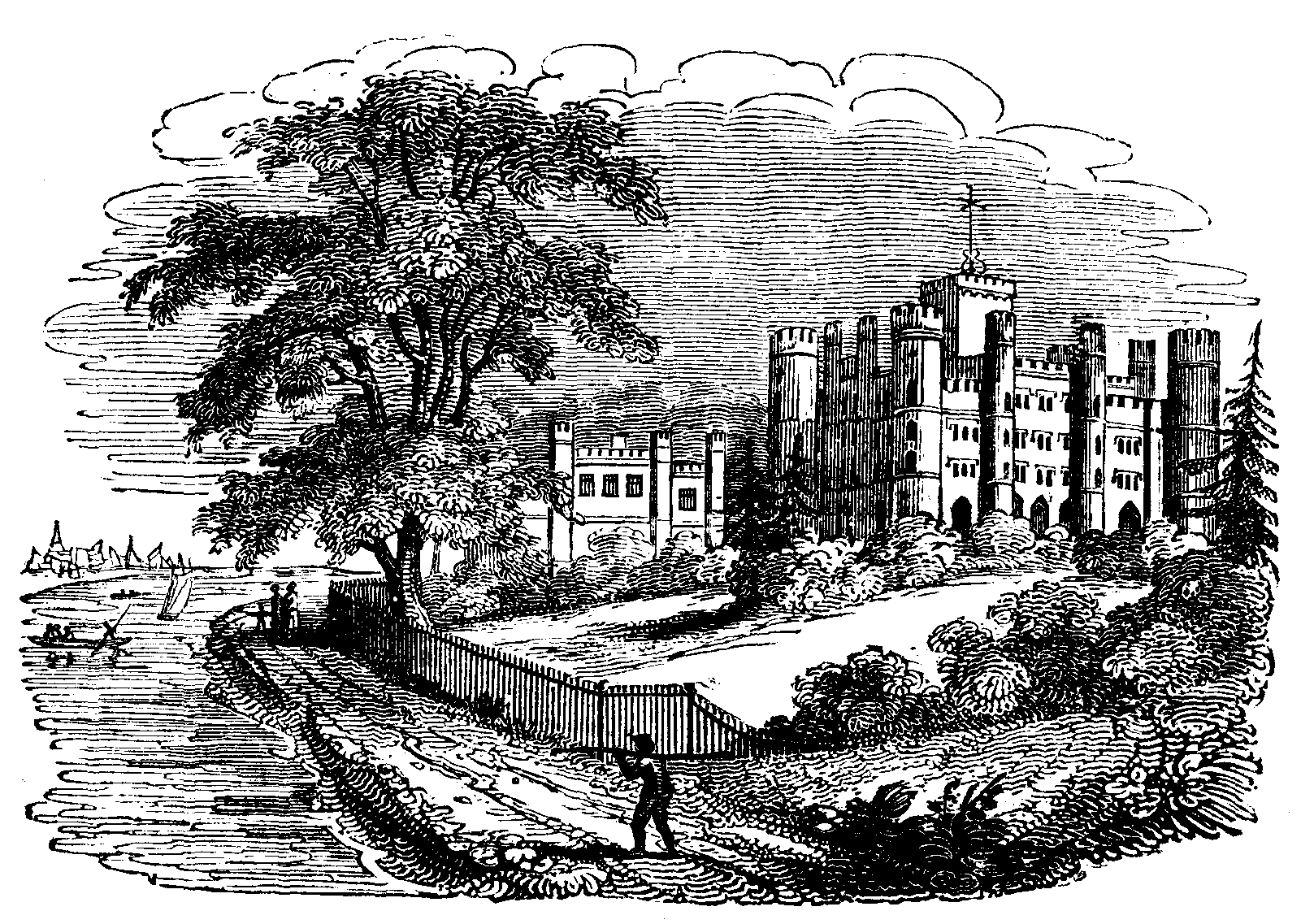
il Kew Palace di Giorgio III.

Questa terza struttura è stata progettata in parte dal re Giorgio III, e diversamente da James Wyatt. Il nuovo palazzo fu destinato ad essere "un tardo georgiano Nonsuch". Avviato nel 1802, si trattava di un "palazzo a corona" gotico poco apprezzato, essendo considerato troppo pacchiano per un mecenate della sua posizione. Lo stile del nuovo palazzo non corrispondeva al gusto del suo successore, il dissoluto Giorgio IV, il Principe Reggente. Nel 1828 il parlamento dopo aver valutato i conti ha ordinato la demolizione della struttura esterna, con le attrezzature e il montaggio come erano stati installati da utilizzare altrove in altre residenze reali. La scala fu infatti in seguito utilizzata a Buckingham Palace. Dopo il trasloco del Re a Windsor, la Regina Carlotta ha rifiutato di occupare il nuovo edificio. È stato demolito durante il regno di suo figlio Giorgio IV nel 1828.
Vicino all'angolo occidentale di Kew Green sorge il palazzo, iniziato per Re Giorgio III, sotto la direzione di James Wyatt, Esq. Il fronte nord possiede un'aria di solenne cupa grandiosità, ma che si accorda molto male con il gusto e la scienza in generale mostrati dal suo architetto ufficiale.
Per citare le parole di un contemporaneo, «questa struttura anglo-teutonica, a corona, gotica deve essere considerata come una produzione abortiva, al contempo illustrativa di cattivo gusto e giudizio imperfetto. Dalla piccola dimensione delle finestre e la proporzione diminuita delle sue torrette, sembrerebbe possedere "finestre che escludono la luce, e passaggi che conducono da nessuna parte".
Dopo l'infelice solitudine dell'architetto regio, i lavori sono stati sospesi, e rimase incompiuto.

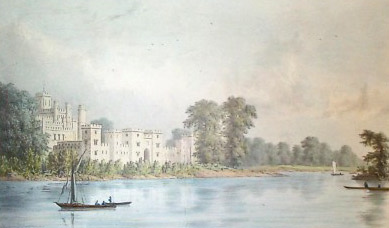
un disegno del nuovo Kew Palace, di William Westall, 1823.

Sir Richard Phillips (1767-1840), in "Una Passeggiata di mattina da Londra a Kew," (1817) caratterizza il nuovo palazzo come "il palazzo della Bastiglia, dalla sua somiglianza con quella costruzione, così odiosa per la libertà e uomini liberi. In una precedente occasione ", egli dice," ho visto il suo interno, e sono incapace di concepire il motivo per preferire una forma esterna, che ha reso impraticabile la costruzione al suo interno di più di una serie di grandi armadi, boudoir e sale come oratori."

## Restauro di Kew Palace

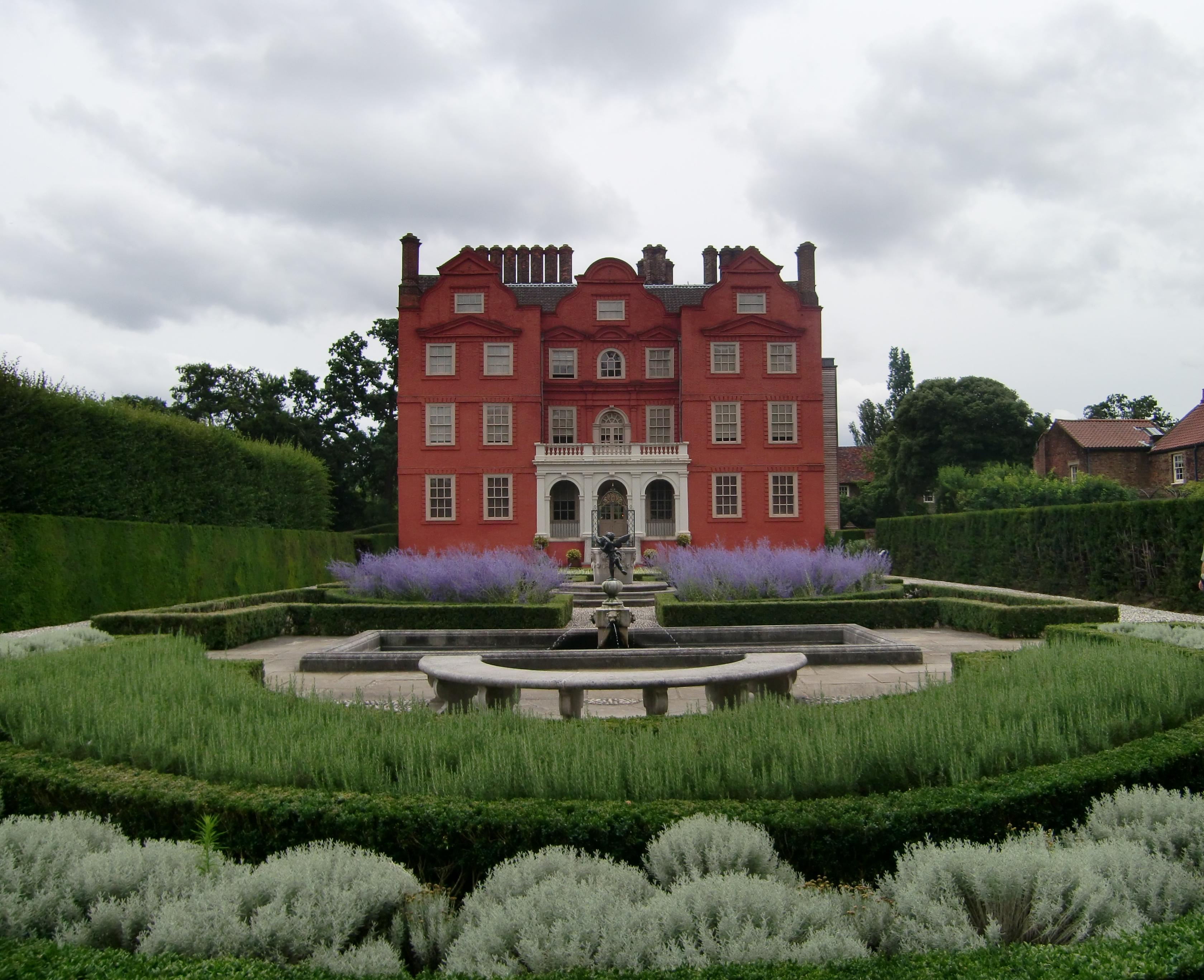
vista posteriore del palazzo dai giardini.

Questo secondo edificio sopravvive ancora oggi ed è un esempio di fama del cosiddetto stile del manierismo artigianale della costruzione in mattoni: riflettendo l'incorporazione in un modo 'libero' di caratteristiche dell'architettura classica, adattato alla qualità e vincoli del mattone come materiale. Si trova nei giardini di Kew e nonostante il suo nome ha la dimensione di una casa padronale di campagna. Kew Palace è stato utilizzato per ospitare una cena organizzata da Carlo, principe di Galles per festeggiare l'ottantesimo compleanno della regina Elisabetta II il 21 aprile 2006. Pochi giorni dopo ha riaperto come attrazione per i visitatori, dopo una chiusura di dieci anni per il restauro.
Il restauro comprendente non solo il restauro strutturale dell'edificio, ma anche la tessitura dei tendaggi del periodo ed altri arredi in tessuto effettuata dal maestro tessitore Ian Dale della Scozia. Un ascensore esterno verticale è stato aggiunto all'ala ovest per l'accesso ai disabili, al posto di una torre che ospitava tre piani di latrine.
Il Palazzo è stato descritto nel documentario della BBC della serie Tales from the Palaces.